# Преваль, Рене
Рене́ Гарсия Прева́ль (гаит. креол. René Garcia Préval; 17 января 1943, Порт-о-Пренс, (по другим сведениям — Мармелад), Республика Гаити — 3 марта 2017, там же) — гаитянский государственный деятель, президент Гаити (1996—2001 и 2006—2011).

## Биография

### Ранние годы и период диктатуры Дювалье
Детские годы провёл в родном городе своего отца Мармеладе в департаменте Артибонит. Его отец был агрономом, дослужился до должности министра сельского хозяйства в правительстве генерала Поля Маглуара.
Изучал агрономию в Сельскохозяйственном колледже Жамблу и Лёвенском университете в Бельгии, а также изучал геотермальные науки в Пизанском университете (Италия). В 1963 году вместе с семьёй покинул Гаити, поскольку политическое прошлое отца представляло опасность репрессий со стороны режима Франсуа Дювалье. Рене Преваль прожил пять лет в Бруклине, штат Нью-Йорк, иногда был вынужден подрабатывать официантом в ресторане. После возвращения на Гаити получил должность в Национальном институте минеральных ресурсов.
В 1988 году он вместе с деловыми партнерами открыл пекарню в Порт-о-Пренсе. При этом активно участвовал в политических движениях и занимался благотворительностью, например, доставлял хлеб в приют салезианского священника Жана-Бертрана Аристида, с которым у него сложились тесные отношения.

### На посту президента Гаити
С избранием Аристида на пост президента Гаити в 1990—1991 годах занимал пост премьер-министра, после военного переворота 30 сентября 1991 года покинул страну. После возвращения Аристида 15 октября 1994 года посредством военного вмешательства США он был назначен директором Экономического и социального фонда содействия (FAES), агентства, получившего 20 миллионов долларов США в виде займов от Всемирного банка и Межамериканского банка развития (BID).
В 1996 году был избран президентом на пятилетний срок, получив 88 % голосов избирателей, став таким образом  вторым демократически избранным главой государства за 191-летнюю историю страны как независимого государства. В 2001 году он стал первым избранным (и вторым в целом) президентом Гаити, оставившим свой пост в результате естественного истечения непрерывного срока.
Во время первого срока пребывания у власти провел ряд экономических реформ, в первую очередь приватизацию различных государственных компаний. К моменту истечения срока его полномочий произошло снижение уровня безработицы. Также инициировал аграрную реформу. Его президентство, однако, также было отмечено ожесточёнными политическими столкновениями с парламентом, в котором доминировали члены оппозиционной партии «Борющаяся народная организация» (OPL), и все более активная левая партия «Фанми Лавалас», которая выступала против программы структурной перестройки и приватизации правительства Преваля. В 1999 году он распустил парламент и в последний период своего президентства правил с помощью своих указов.
В 2006 году вновь выдвинул свою кандидатуру на пост главы государства от коалиции «Надежда» (Леспва). При начале подсчета голосов он уверенно побеждал, однако затем доля голосов упала ниже необходимой для избрания в первом туре планки в 50 %. Преваль заявил, что произошла фальсификация, а его сторонники провели многодневные демонстрации в Порт-о-Пренсе и других городах Гаити. Протестующие парализовали столицу с помощью горящих баррикад и штурмовали роскошный отель Montana, расположенный в престижном пригороде Петьонвиль. 16 февраля 2006 года Временный избирательный совет после исключения «пустых» бюллетеней из подсчета голосов объявил Преваля победителем президентских выборов с результатом 51,15 % голосов.
После вступления в должность он незамедлительно подписал нефтяное соглашение с Венесуэлой и отправился с визитами в США, на Кубу и во Францию. Получил существенную поддержку от беднейших слоев населения Гаити; особенно широко он пользовался поддержкой в беднейших районах Порт-о-Пренса. Однако многие из бедных требовали, чтобы бывшему президенту Аристиду разрешили вернуться и чтобы работники гражданских предприятий, уволенные правительством Жерара Латортю, были восстановлены на работе. Это вызвало рост напряженности в трущобах Порт-о-Пренса. В начале апреля 2008 года вспыхнули беспорядки из-за дороговизны продуктов питания; с 2007 года цены на ряд основных продуктов питания, включая рис, выросли примерно на 50 %. По мере того как беспорядки продолжались, бунтовщики атаковали президентский дворец 8 апреля, но были отогнаны солдатами ООН. 12 апреля Сенат проголосовал за отстранение премьер-министра Алексиса от должности, и президент объявил, что цена за 23 кг риса будет снижена с 51 до 43 долларов. На фоне «голодных бунтов» Всемирный банк пообещал экстренную помощь в размере 10 миллионов долларов США (около 6,3 миллиона евро).
В 2010 году в стране произошло разрушительное землетрясение, унёсшее жизни более 220 тыс. человек. Президент и его жена смогли выйти из здания до того, как дом рухнул, избежав травм. После землетрясения его критиковали внутри страны и за рубежом за его якобы слабую реакцию на стихийные бедствия; среди его критиков был сенатор США Ричард Лугар. В том же году на Гаити обрушилась эпидемия холеры.
На международной арене взял курс на активное сотрудничество со странами Латинской Америки. Его дружба с президентом Венесуэлы Уго Чавесом привела к заключению соглашений о строительстве на Гаити четырех электростанций (40 мегаватт, 30 мегаватт и две по 15 мегаватт), а также нефтеперерабатывающего завода производственной мощностью 10 000 баррелей (1 600 м3) нефти в сутки. Его правительство последовательно голосовало на Генеральной Ассамблее Организации Объединённых Наций против эмбарго Соединённых Штатов против Кубы. Также провел встречу с президентом США Джорджем Бушем-младшим.
На президентских выборах 2010—2011 годов не выставлял свою кандидатуру из-за конституционного запрета, однако в избирательной кампании участвовал тесно связанный с ним кандидат Жюд Селестен.
Выйдя в отставку, уехал в свой дом в Мармеладе, где работал над проектами, включая сельскохозяйственный кооператив, образовательный центр и фабрику по производству соков. Его последнее публичное выступление состоялось 7 февраля 2017 года на инаугурации Жовенеля Моиза.

## Семья
В декабре 2009 года женился на Элизабет Дебросс Делатур — одной из своих экономических советниц и вдове Лесли Делатура, бывшего управляющего Центральным банком Гаити. Первый брак Преваля с Гердой Бенуа остался бездетным, а второй — с Соланж Лафонтан привёл к появлению двух детей. Оба брака закончились разводами.